# كنيت

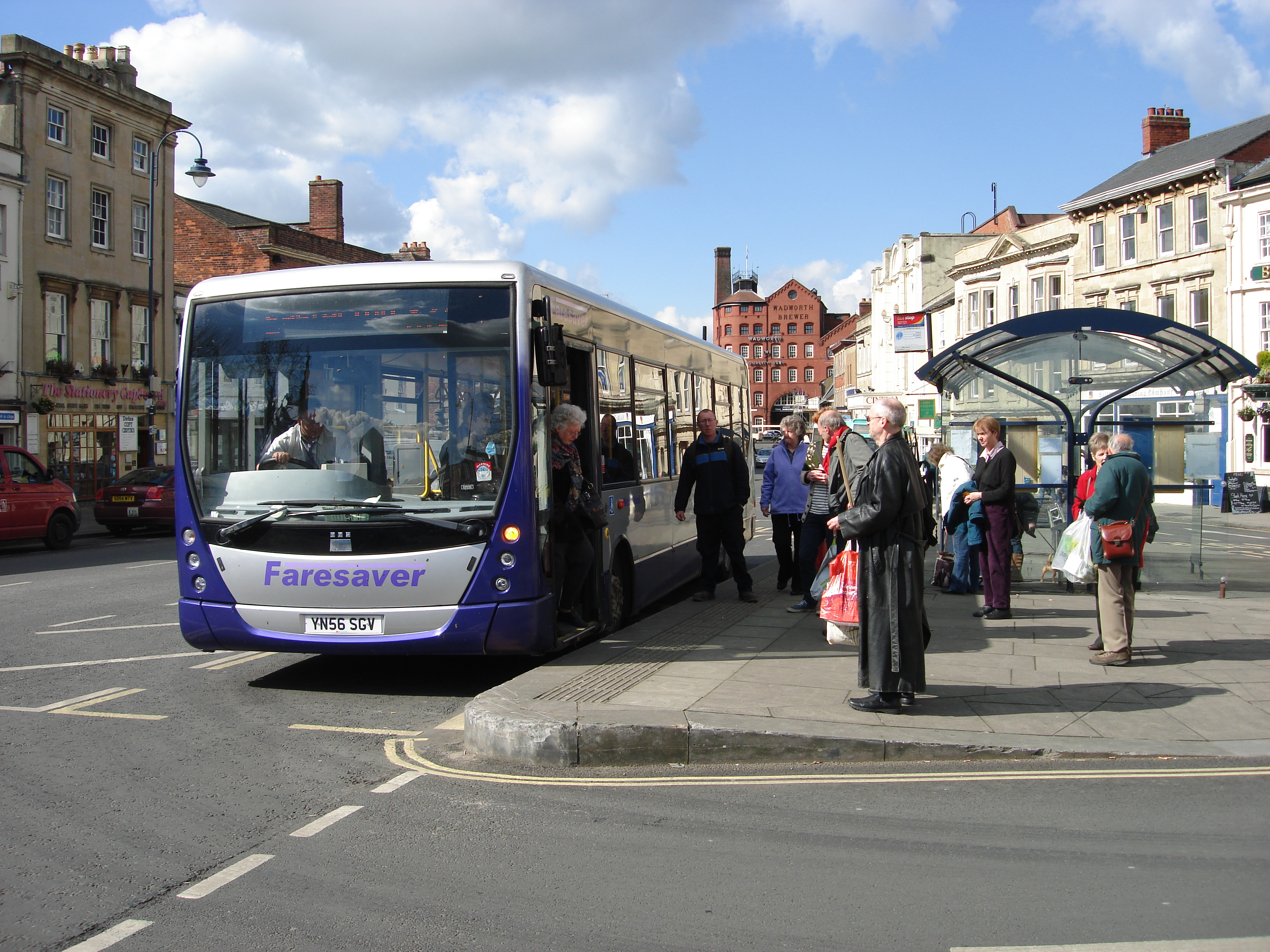
فارسيفير بلاكستون سنترو.

كنيت (بالإنجليزية: Kennet District) هي مقاطعة حكومية محلية، بولاية ويلتشاير بإنجلترا. عدد سكانها 67500 نسمة، وتدار من بلدة السوق القديمة ديفايزيس.
والمدينة الرئيسية الثانية هي مارلبورو وهي مشهورة بمدارسها الحكومية. وتقع غابة سيفرنيك وجزء من أرض سالزبري وجزء من منطقة وسكس دونز ذات الجمال الطبيعي الخلاب في مقاطعة كنيت.
كما يقع في المنطقة مدينة كنيت وقناة أفون ووادي بيوزي. ويقع العديد من آثار ما قبل التاريخ ضمن المقاطعة، ومن ضمنها الدائرة الحجرية قرب قرية أفيبوري.